# Gređani (Stara Gradiška)
Gređani su naselje u općini Stara Gradiška u Brodsko-posavskoj županiji. 

## Zemljopis
Gređani se nalaze sjeverno od Stare Gradiške u blizi Okučanina. 

## Stanovništvo
Prema popisu stanovništva iz 2001. godine Gređani su imali 248 stanovnika od toga 215 Srba, dok su prema popisu stanovništva iz 2011. godine imali 173 stanovnika
| broj stanovnika | 562   | 717   | 730   | 833   | 796   | 928   | 912   | 979   | 863   | 874   | 783   | 763   | 602   | 516   | 248   | 173   | 105   |
|                 | 1857. | 1869. | 1880. | 1890. | 1900. | 1910. | 1921. | 1931. | 1948. | 1953. | 1961. | 1971. | 1981. | 1991. | 2001. | 2011. | 2021. |